# مانیش شارما
مانیش شارما (انگلیسی: Maneesh Sharma) کارگردان، تهیه‌کننده فیلم و فیلم‌نامه‌نویس هندی تباری است که در سینمای هند فعالیت می‌کند.
مانیش که در دهلی متولد و بزرگ شد، جایی که در بخش‌های مختلف شهر از جمله پیتم پورا زندگی می‌کرد، تحصیلات خود را در مدرسه دولتی دهلی، آر کی پورام گذراند. سپس مدرک ادبیات انگلیسی را از کالج هانس راج، دانشگاه دهلی دریافت کرد. در کالج، او درگیر انجمن تئاتر بود و اولین فیلم خود را در سال ۲۰۱۰ در آنجا فیلمبرداری کرد. پس از فارغ‌التحصیلی به کالیفرنیا نقل مکان کرد تا در مؤسسه هنرهای کالیفرنیا در رشته فیلمسازی تحصیل کند. قبل از نقل مکان به بمبئی، در دهلی نیز به تئاتر مشغول بود و در یک گروه موسیقی محلی رقصنده بود.

## حرفه
مانیش در حین تحصیل در رشته فیلمسازی در مؤسسه هنرهای کالیفرنیا، به عنوان دستیار کارگردان در فیلم تروما (۲۰۰۴)، یک فیلم دانشجویی انگلیسی-آلمانی که در لس آنجلس فیلمبرداری شد، کار کرد.
دو ماه پس از بازگشت از ایالات متحده، او استراحت کرد و کار خود را در بالیوود به عنوان دستیار کارگردان و دستیار کارگردان در تعدادی از تولیدات یاش راج فیلمز مانند فنا (۲۰۰۶) و بیا برقصیم (۲۰۰۷) آغاز کرد. اولین کارگردانی فیلم بلند او گروه برنامه‌ریز عروسی، بر اساس داستانی نوشته خودش، که در ۱۰ دسامبر ۲۰۱۰ منتشر شد بود.

## فیلم‌شناسی

### آثار کارگردانی
- گروه برنامه‌ریز عروسی (۲۰۱۰)
- خانم‌ها علیه ریکی باهل (۲۰۱۱)
- یک عاشقانه تصادفی (۲۰۱۳)
- طرفدار (۲۰۱۶)
- تایگر ۳ (۲۰۲۳)

### در مقام تهیه‌کننده
- تمام انرژی تو بده (۲۰۱۵)
- بیندوی عزیزم (۲۰۱۷)
- سکسکه (۲۰۱۸)
- سوزن و نخ (۲۰۱۸)
- جایشبهای جوردار (۲۰۲۲)

### فیلمنامه‌نویسی
- گروه برنامه‌ریز عروسی (۲۰۱۰)
- وای ازدواج (۲۰۱۴)
- طرفدار (۲۰۱۶)